# Pseuderanthemum alatum
Pseuderanthemum alatum är en akantusväxtart som först beskrevs av Christian Gottfried Daniel Nees von Esenbeck, och fick sitt nu gällande namn av Radlkofer. Pseuderanthemum alatum ingår i släktet Pseuderanthemum och familjen akantusväxter. Inga underarter finns listade i Catalogue of Life.

## Bildgalleri

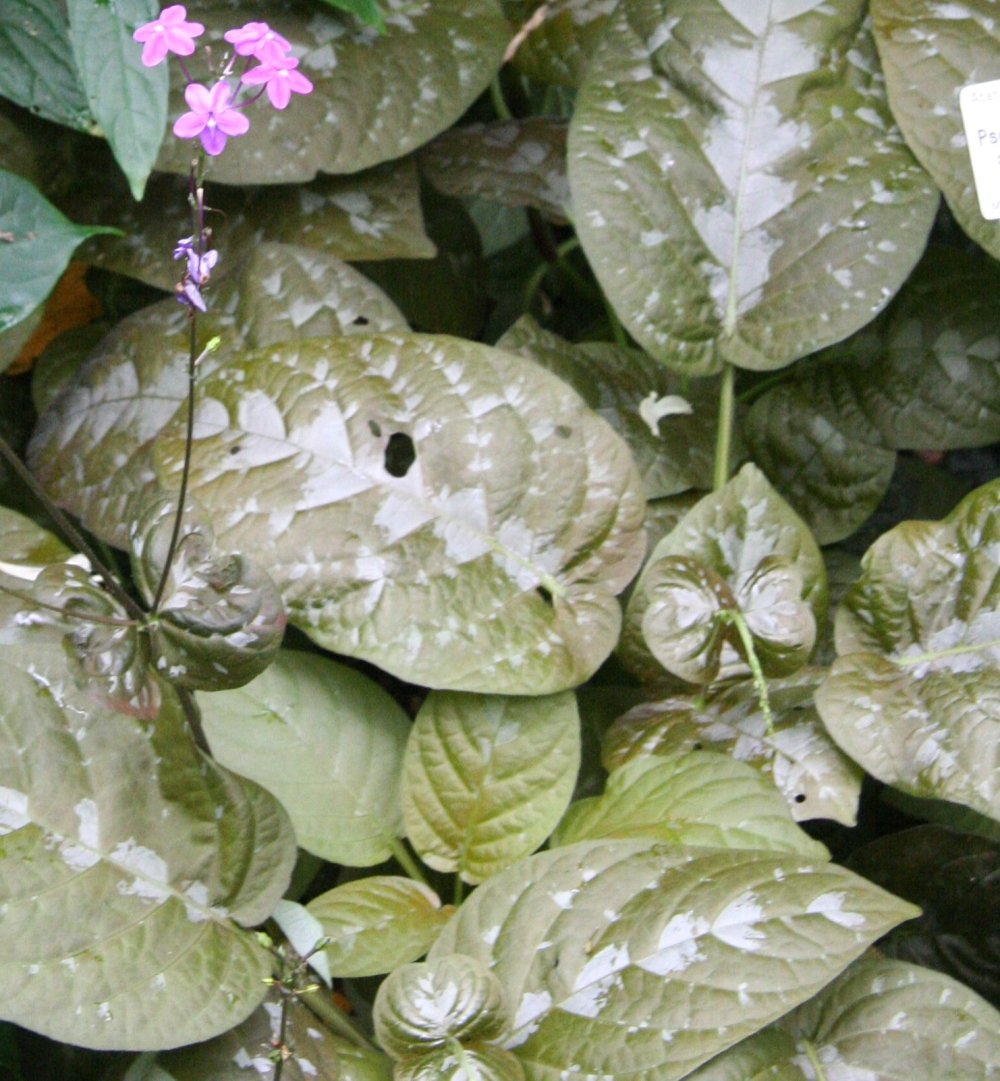
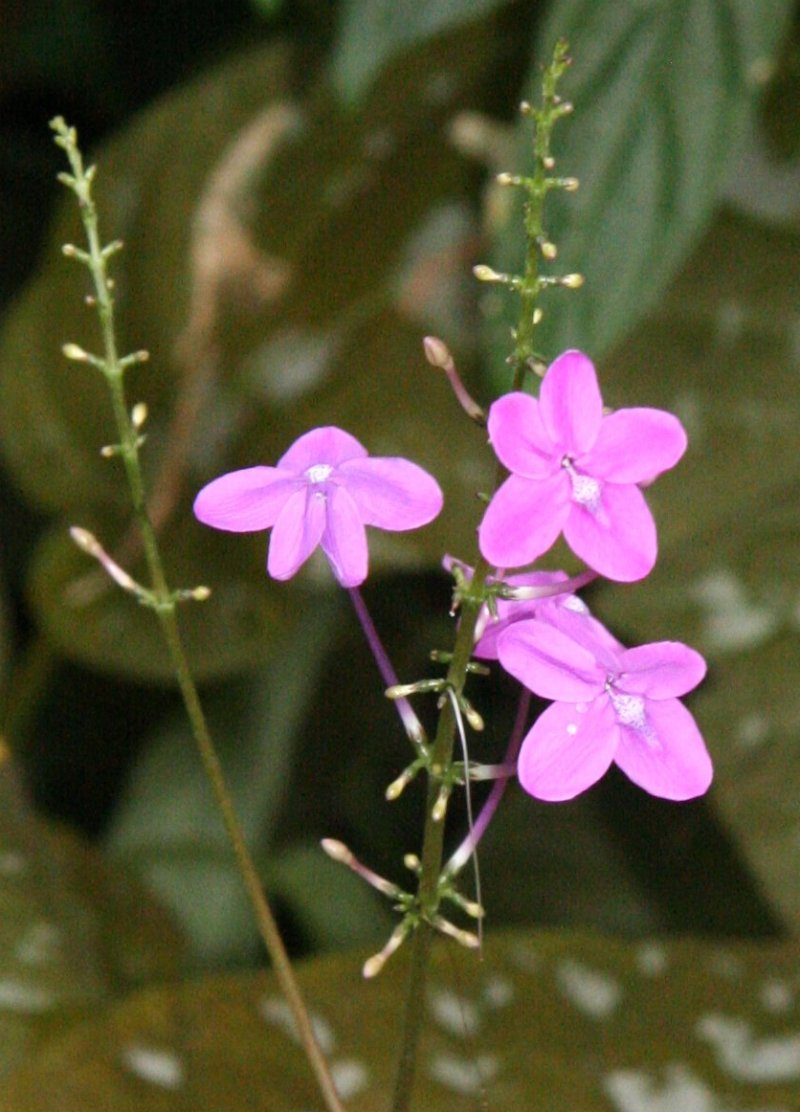